# Parroquia de St. Tammany
La parroquia de St. Tammany (en inglés: St. Tammany Parish), fundada en 1810, es una de las 64 parroquias del estado estadounidense de Luisiana. En el año 2000 tenía una población de 191.268 habitantes con una densidad poblacional de 103 personas por km². La sede de la parroquia es Covington.

## Geografía
Según la Oficina del Censo, la parroquia tiene un área total de 2911 km² (1123,9 mi²), de la cual 2212 km² (854,1 mi²) es tierra y 699 km² (269,9 mi²) (24.01%) es agua.

### Parroquias adyacentes
- Parroquia de Washington - norte
- Condado de Pearl River (Misisipi) - noreste
- Condado de Hancock (Misisipi) - este
- Parroquia de Orleans - sur y sureste
- Lago Pontchartrain - sur
- Parroquia de Jefferson - suroeste
- Parroquia de Tangipahoa - oeste

## Carreteras
| - Interestatal 10 - Interestatal 12 - Interestatal 59 - U.S. Highway 11 - U.S. Highway 90 - U.S. Highway 190 | - Carretera Estatal de Luisiana 21 - Carretera Estatal de Luisiana 22 - Carretera Estatal de Luisiana 25 - Carretera Estatal de Luisiana 36 - Carretera Estatal de Luisiana 40 - Carretera Estatal de Luisiana 41 |

## Demografía
En el 2000 la renta per cápita promedia de la parroquia era de $47,883, y el ingreso promedio para una familia era de $55,346. En 2000 los hombres tenían un ingreso per cápita de $41,876 versus $25,996 para las mujeres. El ingreso per cápita para la parroquia era de $22,514. Alrededor del 9.70% de la población estaba bajo el umbral de pobreza nacional.

## Comunidades

### Ciudades
- Covington
- Mandeville
- Slidell

### Pueblos
- Abita Springs
- Madisonville
- Pearl River

### Villas
- Folsom
- Sun

### Lugares designados por el censo
- Eden Isle
- Lacombe

### Zonas no incorporadas
- Alton
- Amos
- Audubon
- Big Branch
- Blond
- Bonfouca
- Bush
- Chinchuba
- Crawford Landing
- Dave
- Davis Landing
- Florenville
- Goodbee
- Haaswood
- Houltonville
- Hickory
- Lewisburg
- Maude
- McClane City
- Morgan Bluff
- North Slidell
- Oaklawn
- St. Benedict
- St. Joe
- St. Tammany
- St. Tammany Corner
- Talisheek
- Waldheim
- White Kitchen